# バングラデシュ・プレミアリーグ
バングラデシュ・プレミアリーグ（英: Bangladesh Premier League、ベンガル語: বাংলাদেশ পেশাদার ফুটবল লীগ）は、バングラデシュにおけるサッカーリーグのトップディビジョンである。2018-19シーズンは13クラブが参加している。

## リーグ概要
2000年に全国リーグが始まる以前は、バングラデシュで最も重要な大会はダッカリーグだった。Bリーグは2007年2月15日にダッカの8クラブと地方からの4チームにより発足した。優勝チームにはAFCチャレンジリーグの出場権が与えられる。2008-09シーズンまでBリーグという名称だったが、2009-10シーズンにバングラデシュ・リーグと名称を変更、さらに2012シーズンよりバングラデシュ・プレミアリーグと再度名称が変更になった。

## 参加クラブ
2018-19シーズン
| クラブ名                         | ホームタウン           |
| -------------------------------- | ---------------------- |
| アランバグKS                     | ダッカ、マイメンシン   |
| バシュンダラ・キングス           | ニルパマリ             |
| ブラザーズ・ユニオン             | ダッカ                 |
| チッタゴン・アバハニ・リミテッド | チッタゴン、ダッカ     |
| アバハニ・リミテッド・ダッカ     | ダッカ                 |
| モハメダンSC                     | ダッカ                 |
| シェイク・ジャマル               | ダッカ                 |
| ムクティジョッダ・サンサド       | ゴパルガンジュ、ダッカ |
| ノフェルSC                       | フェニ                 |
| ラフマトガンジMFS                | ダッカ                 |
| サイーフSC                       | マイメンシン           |
| シェイク・ラッセル               | ダッカ、シレット       |
| チームBJMC                       | ノアカリ               |

## 歴代優勝クラブ
参考：RSSSF
ナショナルリーグ
- 2000 アバハニ
- 2001-02 モハメダンSC
- 2003 ムクティジョッダ・サンサドKS
- 2004 ブラザーズ・ユニオン
- 2005-06 モハメダンSC

Bリーグ
- 2007 アバハニ
- 2008-09 アバハニ

バングラデシュリーグ
- 2009-10 アバハニ
- 2010-11 シェイク・ジャマル

バングラデシュ・プレミアリーグ
- 2012 アバハニ
- 2012-13 シェイク・ラッセルKC
- 2013-14 シェイク・ジャマル
- 2015 シェイク・ジャマル
- 2016 アバハニ
- 2017-18 アバハニ
- 2018-19 バシュンダラ・キングス
- 2019-20 中止
- 2020-21 バシュンダラ・キングス
- 2021-22 バシュンダラ・キングス

## クラブ別優勝回数
- アバハニ・リミテッド：6回
- シェイク・ジャマル：3回
- バシュンダラ・キングス：3回
- モハメダンSC：2回
- ムクティジョッダ・サンサド：1回
- ブラザーズ・ユニオン：1回
- シェイク・ラッセルKC：1回

## 歴代得点王
| シーズン | 国籍                              | 名前                             | 所属クラブ                                        | ゴール数 |
| -------- | --------------------------------- | -------------------------------- | ------------------------------------------------- | -------- |
| 2004     | バングラデシュの旗 · モロッコの旗 | Saifur Rahman Moni Twaiti Younes | ムクティジョッダ・サンサドKS シェイク・ラッセルKC | 7        |
| 2007     | ナイジェリアの旗                  | Elijah Obagbemiro Junior         | ブラザーズ・ユニオン                              | 16       |
| 2009     | ナイジェリアの旗                  | Alamu Bukola Olalekan            | モハメダンSC                                      | 18       |
| 2012     | ギニアの旗                        | Ismael Bangoura                  | チームBJMC                                        | 17       |